# 1965 en arts plastiques
| Années des arts plastiques : 1962 - 1963 - 1964 - 1965 - 1966 - 1967 - 1968    |
| Décennies des arts plastiques : 1930 - 1940 - 1950 - 1960 - 1970 - 1980 - 1990 |

Cette page concerne l'année 1965 en arts plastiques.

## Œuvres

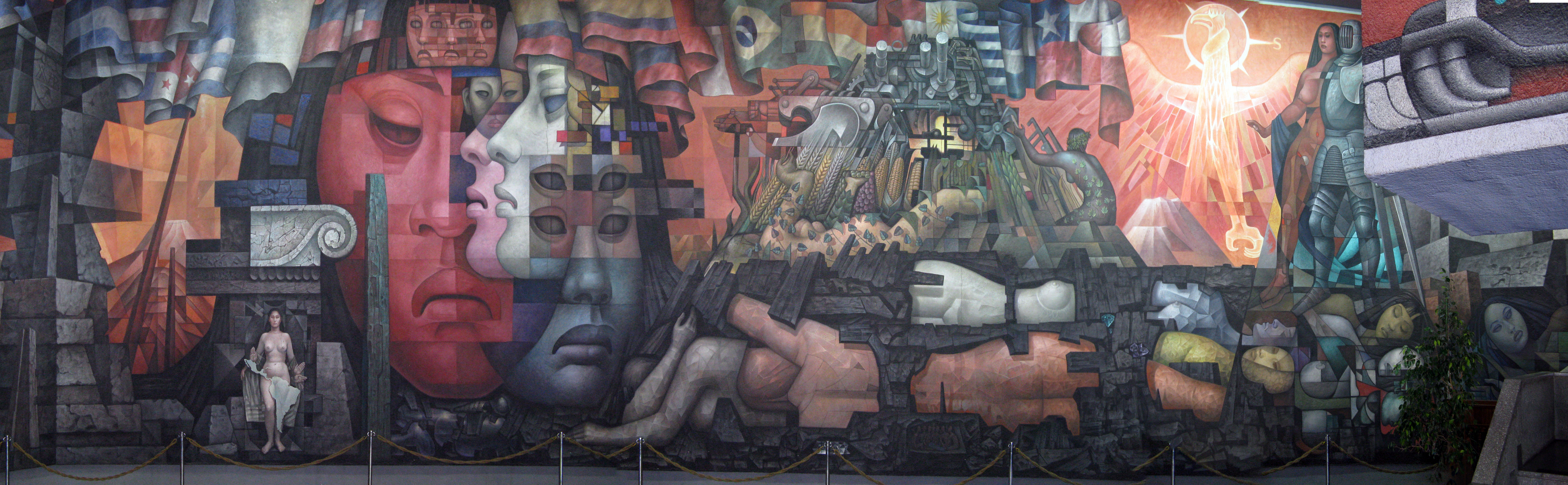
Presencia de América Latina, de Jorge González Camarena.

- Presencia de América Latina, peinture murale de Jorge González Camarena.

## Événements
- Yves Saint Laurent crée la robe Mondrian.

## Naissances
- 30 juin : Dominique Gonzalez-Foerster, peintre française.
- ? :
  - Iskra Dimitrova, artiste multimédia macédonienne.
  - Mariele Neudecker, artiste contemporaine allemande.

## Décès
- 5 janvier : Emmanuel le Calligraphe, peintre d'art brut et écrivain français (° 9 mars 1908),
- 9 janvier : Maggy Monier, peintre et illustratrice française (° 22 décembre 1887),
- 16 janvier : Giuseppe Viviani, graveur et peintre italien (° 18 décembre 1898),
- 17 janvier : Louis Chervin, peintre français (° 3 juin 1905),
- 26 janvier : Jean Despujols, peintre américain d'origine française (° 19 mars 1886),
- 30 janvier : Bernard Fleetwood-Walker, peintre britannique (° 22 mars 1893),
- 4 février : André Dignimont, illustrateur, peintre et graveur français (° 22 août 1891),
- 7 février : Władysław Jarocki, peintre polonais (° 6 juin 1879).
- 11 février : Mario Biazzi, peintre italien (° 17 décembre 1880),
- 14 février : Alfred Lévy, peintre aquarelliste français (° 7 juin 1872),
- 16 février : Charles Cerny, peintre austro-hongrois puis français (° 12 août 1892),
- 18 février : Pasquale Avallone, peintre et sculpteur italien (° 1884),
- 19 février : Roger Reboussin, peintre français (° 11 octobre 1881),
- 20 février : Horace Colmaire, peintre français (° 6 juin 1875),
- 27 février : Gustave Alaux, peintre et illustrateur français (° 21 août 1887),
- 14 mars : Lucie Rogues, peintre française (° 19 janvier 1871),
- 26 mars : Adriano Gajoni, peintre italien (° 29 octobre 1913),
- 31 mars : Mario Mafai, peintre italien (° 12 février 1902),
- 16 avril : Floris Jespers, peintre, graveur et sculpteur belge (° 18 mars 1889),
- 19 avril :
  - Louis-André Margantin, peintre français (° 4 avril 1900),
  - Paul Perrelet, peintre suisse (° 17 septembre 1872),
- 2 mai : Lucile Swan, sculptrice et artiste américaine (° 10 mai 1890),
- 6 mai : Park Soo-keun, peintre coréen (° 21 février 1914),
- 12 mai : Maurice-Antoine Drouard, peintre français (° 17 août 1899),
- 18 mai : Max Boullé, peintre et architecte mauricien (° 5 août 1899),
- 20 mai : Charles Camoin, peintre français (° 23 septembre 1879),
- 25 mai : Gustave Lorain, peintre et illustrateur français (° 8 septembre 1882),
- 27 mai : Antonio Ligabue, peintre italien (° 18 décembre 1899),
- 9 juin : Charles Edmond Kayser, aquarelliste, graveur, aquafortiste et lithographe français (° 27 mars 1882),
- 15 juin : Henry Chapront, peintre et illustrateur français (° 26 février 1876),
- 21 juin : Piotr Boutchkine, peintre, graphiste et pédagogue russe puis soviétique (° 22 janvier 1886),
- 26 juin : Léo Fontan, peintre, illustrateur et décorateur français (° 23 septembre 1884),
- 5 juillet : Jean Aujame, peintre français (° 12 mai 1905),
- 9 juillet : Georges Artemoff, peintre et sculpteur français d'origine russe (° 17 février 1892),
- 10 juillet : Jean Apothéloz, musicien, compositeur et peintre suisse (° 12 mai 1900),
- 31 juillet : Thérèse Geraldy, peintre française (° 18 juin 1884),
- 15 août : Léon Fort, peintre français (° 14 août 1870),
- 19 août : Lucie Valore, peintre et graveur française (° 18 mars 1878),
- 29 août : Wilhelm Gimmi, peintre, dessinateur et lithographe suisse (° 7 août 1886),
- 30 août : Adrien Bruneau, peintre français (° 20 juin 1874),
- 31 août : Henry Déziré, peintre français (° 6 février 1878),
- 2 septembre : Joseph Chauleur, peintre français (° 16 mars 1878),
- 24 septembre : Paul Preyat, sculpteur et peintre français (° 16 janvier 1892),
- 27 septembre : Hector Dumas, peintre et illustrateur français (° 10 avril 1872),
- 2 octobre : Léon Sabatier, peintre français († 23 avril 1891),
- 7 octobre : Paul Antoine Hallez, peintre français (° 27 janvier 1872),
- 8 octobre : Orens Denizard, peintre français (° 8 mai 1879),
- 10 octobre : André Prugent, peintre français (° 17 janvier 1882),
- ? octobre : Lucien Biva, peintre franco-américain (° 13 août 1878),
- 7 novembre : Marguerite Jeanne Carpentier, peintre, sculptrice et graveuse française (° 8 septembre 1886),
- 13 novembre : Maurice Mathurin, peintre français (° 20 mai 1884),
- 17 novembre : Gordon McKinley Webber, artiste canadien, pionnier du modernisme (° 2 mars 1909),
- 19 novembre : Georges Villa, dessinateur, caricaturiste, graveur, lithographe et illustrateur français (° 24 janvier 1883),
- 21 novembre : Casimir Raymond, peintre français (° 12 février 1870),
- 26 novembre : Fernando Vega, peintre péruvien (° 21 janvier 1932),
- 5 décembre : Albert Jakob Welti, écrivain et peintre suisse (° 11 octobre 1894),
- 7 décembre : Robert Dugas-Vialis, peintre français (° 16 décembre 1883),
- 11 décembre : Victor Servranckx, peintre belge (° 26 juin 1897),
- 24 décembre : Robert Lanz, peintre, enlumineur et illustrateur français (° 1er juillet 1896),
- 28 décembre : Herman Gouwe, peintre néerlandais (° 8 mai 1875),
- ? :
  - Maurice Bismouth, peintre franco-tunisien (° 1891),
  - Jane Chauleur-Ozeel, peintre et aquarelliste française (° 26 juillet 1879),
  - Oscar Chauvaux, peintre français d'origine belge (° 19 mars 1874),
  - Émile Didier, peintre français (° 1890),
  - Jean-Claude Dragomir, peintre français (° vers 1920),
  - Jacques Simon, peintre et graveur français (° 21 novembre 1875),
  - Leone Tommasi, peintre et sculpteur italien (° 1903),
  - Carlo Zocchi, peintre italien (° 1894).